# SM4 (cifrario)
SM4 (in cinese 商密4S, ShāngMì 4P) è un algoritmo di cifratura a blocchi sviluppato in Cina. Viene utilizzato nello standard cinese WAPI e nel protocollo Transport Layer Security.
Usa blocchi di dimensione 128 bit e chiavi di lunghezza 128 bit ed effettua 32 cicli di processamento.

## Storia
Il Governo cinese ha pubblicato l'algoritmo il 21 marzo 2012 nello standard industriale GM/T 0002-2012.
L'algoritmo è descritto in un’Internet Draft che include un'implementazione di riferimento in C.
Il supporto a SM4 è stato aggiunto all'architettura AArch64 nell'espansione ARMv8.4-A e all'architettura RISC-V nell'estensione Zksed. È anche supportato da alcuni processori Intel.
SM4 è stato standardizzato come GB/T 32907–2016 nel 2016 e come ISO/IEC 18033-3/Amd 1 nel 2021.